# 舞の海秀平
舞の海 秀平（まいのうみ しゅうへい、1968年2月17日 - ）は、青森県西津軽郡鰺ヶ沢町舞戸町出身で出羽海部屋に所属した元大相撲力士。本名は長尾 秀平（ながお しゅうへい）。最高位は東小結。現役引退後は、NHK大相撲専属解説者、マルチタレント、スポーツキャスター、境川部屋の師範代もつとめている。
有限会社舞の海カンパニー所属。愛称は「舞ちゃん」「シュウヘイ」のほか、関取時代は「平成の牛若丸」、「技のデパート」（旭鷲山入幕後は「技のデパート・本舗」）とも呼ばれた。現在の体格は身長169cm、体重85kg。血液型B型、左利き。

## 経歴
漁師町での育ちであったため、日々の食事はカレイやイカなどの魚介類中心で味噌汁にはにぼしの粉末が入り、食事を残すと両親に怒られたためそれが嫌で仕方なく食べた。しかしこれが、大相撲時代に一度も骨折を経験したことがないという丈夫な骨の基礎となった。鰺ヶ沢町立舞戸小学校時代は学年で一番強く、校内の相撲大会で活躍していたが、鰺ヶ沢町立鰺ヶ沢第一中学校相撲部に進むと同級生に追い越され一時は相撲部をやめようと決意するも、顧問の先生に拒否されやむなく稽古を継続する。その甲斐あって中学3年時には青森県代表として全国中学校相撲選手権大会に出場、ベスト8の成績を残す。
中学2年生の時、スキー場で青森県立木造高等学校相撲部顧問の岩城徹に「うちで相撲をやらないか」と声をかけられた。中学3年になって同級生たちが相撲の強豪校である地元の青森県立鰺ヶ沢高等学校に勧誘されていった中で長尾は体重60kgの小兵であるため中々呼び声がかからず内心傷ついていた。しかし、岩城が家まで訪れ家族に勧誘の意志を伝えたため、これに心が震えて木造高校に進学。高校時代の岩城が付けた稽古は厳しく、熱が出ると「熱があるのは生きている証拠だよ」と言いくるめられ、首が痛むと「もげてないから大丈夫だよ」と一蹴された。稽古で耳が裂けて縫っても、岩城はラグビー部からヘッドギアを借りてこさせ、「これをかぶって稽古しろ」と言った。岩城はただ厳しいだけでなく、大学の留年が決定した4歳年上の長尾の兄を知って「何やってんだ。だらしねえな」とぼやきつつも、長尾を含めて兄弟3人が東京で大学生活を送る状況になる長尾家を案じて、長尾が奨学金を受けられるように手配してくれた。岩城は長尾に後に力士となる基礎を叩き込んだ、長尾にとっての重要な人物であり、長尾も後年「この出会いがなければ今はない」と感謝の気持ちを語った。
高校時代の長尾はテスト前日になると出題するポイントを聞き出すまで粘って先生に貼り付き、それを他の部員たちに教えるため部員たちは大助かりであった。同級生たちは後に大相撲で活躍を遂げた長尾を「相手が大きくても頑張っている姿。諦めずに向かっていけば、最後どうにかなるということを学ばせてもらった」「彼は有名になっても全然変わらない」と語っていた。
日本大学経済学部に進学、相撲部に入部した時点では70kgに満たない体重であった長尾は、130㎏の体格が当たり前の日大相撲部の面々を見て厳しい現実を痛感したが、「九十キロになったらレギュラーで使ってやる」との田中英壽監督の言葉を信じて増量を敢行。育ち盛りなのに脂っこいラーメンよりもあっさりしたそばが好きで、焼肉も嫌いという食の細い少年であったが、「内臓を先に壊すか、増量に成功するか、一つの賭け」と、朝はどんぶり飯5杯、昼は学食の定食2人前、合宿所に戻る途中の立ち食いそば店でうどん1杯、夜は再びどんぶり飯を5杯、寝る前には牛丼や弁当を詰め込むという食生活を行った。さらに授業の合間にシュークリーム、喫茶店で生クリームたっぷりのウインナーコーヒーを口にし、この食事稽古に食後は落としたものも拾えないほど腹が張った。結果、日大4年次に体重を90kgに到達させた。
山形県の高校教員採用試験（社会科）に合格していたが、大学在学時の同郷の後輩である成田晴樹の急死を契機として一転大相撲入りを志す。入門を相談した際に母の猛反対に遭い、結局母とは絶縁することでようやく入門を許された。しかし、身長が当時169cmで日本相撲協会の新弟子検査合格基準（当時は173cm以上）に達していないため田中監督も懸念を示し、目溢しを期待して当時角界のNo.2であった9代出羽海が師匠を務める出羽海部屋への入門を選び、1度不合格を経験した後、手術でシリコーンを頭に埋め身長を一時的に高くして合格を掴んだ。
学生時代に残した全日本相撲選手権大会ベスト32の実績が認められて幕下付出（60枚目）資格を取得、1990年5月場所に本名である『長尾』の四股名で初土俵を踏んだ。この場所で6勝1敗の好成績を収め、13日目の取組で唯一6戦全勝だった栃天晃が星違いの琴の若に敗れたため、1敗力士8人による幕下優勝決定戦に出場した（準決勝で、優勝した林に敗れた）。大相撲入後に食欲増進用に日本酒を積極的に食事に取り入れ、日大時代の90kgよりさらに5kg増量した95kgまで体重を伸ばした。
十両に昇進し、四股名を郷里の舞戸町と部屋の出羽海に因んだ『舞の海』へと改名した後は、多彩な技で大型力士を倒すその取り口から「技のデパート」、「平成の牛若丸」の異名で呼ばれるようにもなった。「猫騙し」の活用に始まり、「後退する立合い」、「くるくる舞の海」と言われた目回し作戦、1991年11月場所の曙戦でみせた「三所攻め」、1992年1月場所の貴闘力戦でみせた「居反り・襷反り」（技は成功せず）、当時の二子山理事長に「八艘跳び」と呼ばれた1992年1月場所・北勝鬨戦での立合いジャンプ作戦など、四十八手を駆使した取り口を見せ、相撲界を盛り上げた。しかし本人によると、左を深く差さないと相撲にならないため小兵力士の中では不器用であったとのこと。自ら「生涯で最も強かった場所」と回想する1994年7月場所は前頭4枚目の地位で大関・貴ノ花を破るなど9勝を挙げ、翌9月場所で待望の新三役となる小結に昇進。しかし、同場所2日目の貴闘力戦で自身の相撲の生命線となる左腕の腱が切れ、2勝13敗と大きく負け越してしまう。結果的に三役経験はこの一場所のみとなった。
1996年7月場所、小錦との取組に勝った際、体重差約200kgの小錦が舞の海の左膝へ倒れ込み、左膝内側側副靭帯損傷の大怪我を負い、同場所及び翌9月場所を休場し十両へ陥落した。1997年5月場所に幕内復帰を果たしたものの、下位に停滞し、1998年3月場所を最後に十両へ再陥落。それでも十両で相撲を取り続けたものの、1999年11月場所には十両10枚目まで落ちていた。13日目の水戸泉戦で敗れた際に左足首靭帯を損傷、左ふくらはぎも肉離れを起こし14日目を休場、6勝8敗と窮地に追い込まれる。千秋楽（11月21日）は無理を押して出場するが、若光翔に敗れて幕下陥落が濃厚となり、現役を引退した。通算では5度の技能賞を獲得している。
年寄名跡に空きが無く、また舞の海自身が親方になる希望を強く持っていなかったこともあり、引退後は日本相撲協会には残らずタレントに転身。NHK大相撲中継の専属解説のほか、スポーツコメンテーターとしてフジテレビ系「FNNスーパーニュース」のスポーツキャスターなども担当。また旅番組のレポーター、俳優活動、各種講演も行っている。2000年、2001年には帝京大学の非常勤講師も務めた。

## エピソード

### 現役力士時代
- 現役当時は「力士らしからぬ可愛らしい風貌」と美男扱いされた[19]。
- 舞の海が日大相撲部の5年先輩の両国（現・境川親方）に角界入りを相談した際、当初は両国に「ゴルフのプロか?相撲舐めてんのか」とまで言われた。後に両国は舞の海の本気を感じ取って入門に協力したが、下位時代は他の兄弟子に叱られるのを見たくない両国に何かある度に率先して叱られていた[20]。
- 舞の海が入門した時、女将は着物に雪駄、外套を揃えてくれ、舞の海本人も出羽海が新弟子検査に合格させてくれると思っていた。しかし1度目の新弟子検査に不合格だったことを伝えにいった時、出羽海は「そうか、落ちたか」とかすかにほほえみ、ほっとした表情を浮かべていた。舞の海はその顔を見て、はらわたが煮えくりかえりそうであった。しばらくしてから酔った勢いで「どうして一度目の新弟子検査で助けてくれなかったのか」と師匠に詰め寄ったことがあるが、出羽海は「お前はせっかく山形の高校に就職が決まってただろう。そんな小さい体で何も苦労することはないじゃないか。でもな、本当にやる気があるんだったら、一度落ちても必ずまた戻ってくると思ってたんだ」と答えた。この時舞の海は「この人は目先のことだけではなく、1人の若者の先々までを長く深く考えてくれていたんだ」と知り、熱い感謝の思いが芽生えた。実は同年2月2日に部屋の兄弟子にあたる龍興山が現役死しており、部屋全体が龍興山の死を悲しみながら相撲に取り組んでいた状況であった。特に出羽海は龍興山の死から10日以上稽古場に姿を現さず、部屋の師匠を辞めるとまで言い出したほどであった。舞の海は出羽海に詰め寄った際に龍興山の死について知らなかったが、後に本人は「若くして未来を失った龍興山の姿が自分と重なって見えていたのかもしれない」と自身の評論で感想を述べている[21][22]。
- 出羽海部屋の特等床山・床安によると、現役時代は稽古量が豊富で髪がかなり乱れるほどであったが引退が近づくにつれて部屋でも巡業でも稽古がままならず、元来小柄であることと相俟って親方衆や関取衆から陰口を叩かれていたという。また、現役時代に物陰に隠れて痛み止めを飲んでいたことは床安以外は他に誰も知らない秘密であったという[23][24]。
  - 一方現役時代の申し合いの番数は少なかったという報道もあり、稽古場で他の力士の相撲を見て動作確認をすることで技術や勝負勘を養ったとする見方もある[25]。
- 新入幕から3年が経過した頃、舞の海は目標を失って幕内を維持すればよいという感覚で相撲を取っていたが、入門が自身より後で教職員時代のブランクがあった智ノ花のほうが先に三役昇進を果たしたことに悔しがり、「同じ三役に上がるまでは絶対に辞められない」と胸の内で誓った。[26]また、入幕した頃に兄弟子の両国(後の境川親方)に「三役を目指していない」と口にして両国に叱られてそこから三役を目指すようになったと、2024年7月場所5日目のNHK大相撲テレビ中継解説で明かした[27]。
- 突き押しに限界が見えて四つ相撲にモデルチェンジし始めた頃の小錦にとって舞の海は大きな壁であった。小錦としては突き押しも四つも通用せず、左を差させてから突破口を狙うしかなかった[28]。
- 相撲ライターの佐藤祥子によると「現役時代、朝帰りをくり返していたので、ついたあだ名が、本名からとった“夜明けの秀平”。でも、朝まで飲み歩いてばかりいたわけではなく、のちに結婚する奥さんの家によく泊まっていて、朝に帰ってくることが多かったことが由来です」とのこと[29]。
  - 2025年1月場所中のNHK大相撲中継では解説の境川親方(元小結・両国)が「舞の海さんが同じ部屋とか言ってましたけど全然、覚えてないんですよね。恐らく舞の海は夜遊びばっかしてたんじゃないですか」と苦笑いし、舞の海は「親方はあまり出かけなかったですね」と尋ねると「あんたと違いますから」と強調していた[30]。「現役時代に朝帰りを繰り返していた」とする佐藤祥子の証言がある意味で裏付けられた格好となる。
- タニマチ付き合いを好まず、人気絶頂のときでもそうした場に行こうとしなかった。「自分のおカネで自分が好きなところに行って好きなものを食べる、という行動パターン」だった[31]。
- 靭帯損傷から復帰した際の小錦戦で、怪我の恐怖で怖々土俵に立っていた自身に対して小錦が優しさから人情相撲を取ったことを講演で語っている[32]。

### 大相撲解説者・キャスター
- 現役時代の自身の取り口から立合い変化を肯定する論調が多い。また、小兵だった自身や均整の取れた体格のモンゴル人力士の躍進から、「相撲は体重ではないことを日本人力士は再認識して欲しい」と日本人力士の大型化に警鐘を鳴らすような発言も目立つ。小兵力士にしても技術が低下している現状を指摘している[33]。2024年5月場所中の解説では、大関陣に型が無く小手先で勝っている印象があると、大関像が変わったと苦言を呈していた[34]。同場所中ではまた「本場所と同じような相撲を普段の稽古場でも取れば、けがも少なくなってくると思います」と語り、休場者が相次いでいることを嘆いていた[35]。
- 白鵬が張り差しやかち上げ、その他変則的な技を見せることに関しては「執念を感じる」として受け入れている一方で、白鵬に挑戦する力士が工夫を欠いていることを批判[36]。
- 2017年7月場所前の時点では相撲界の将来について案じており「いつまでも白鵬、日馬富士、稀勢の里が優勝を争い、嘉風などのベテランも頑張っています。しかし、それは逆に言えば若い力の台頭がないからだとも言えます」「相撲の大会も体の大きい柔道部とか野球部の人間が駆り出され、その日だけで終わってしまいます。小学校のわんぱく相撲も同様で、そのあとまで相撲を続ける子供はあまりいません。子供にまわしをつけて、頭から当たれと指導したら、首が痛い、足が痛いとなるので、今の親はやらせないと思うんです」などという指摘をしている。同時に、中卒、高卒の力士に進学ができるようにサポートし、一定期間以上大相撲力士として協会に在籍した人物には補償金のようなものを引退時に与えるようにして引退後の生活をある程度保証する必要があるとアドバイスしている[36]。
- 大相撲解説のほか、トリノオリンピック、北京オリンピックでは現地リポーターを務めた[37][38]。
- 2009年1月場所前に進退問題の渦中にあった横綱・朝青龍の出羽海部屋での稽古を見学したが、その帰りに「まだ引退しないで下さいね」と声をかけると、朝青龍から「顔じゃないよ」（大相撲の隠語で「分不相応」の意。この場合「あなたに言われる筋合いは無い」といったニュアンスになる。）と言われた[39]。
- 大相撲八百長問題に際して2011年3月8日に関西の報道機関などでつくる「関西プレスクラブ」の定例昼食会で講演して八百長問題について「お金をやりとりしてシステム化してやるのは論外」とした上で「人情相撲というか武士の情け、もののあわれを大切にするところが角界には昔からあった。ただ、世間がそれを許さなくなってきているのではないか」と私見を述べた。 現役時代、本場所終盤で自身の成績がよく、親交のある対戦相手が厳しい成績の時など、土俵上で相手に情が移って「そうこうするうちに負けてしまう時もある」と話し「当時は協会や師匠が厳しく、気力のない相撲をとるとすぐにしかられた。今の協会には無気力相撲に対する厳しさがなくなっているのではないか」と指摘した[40]。
- 長年、大相撲中継の中で、北の富士勝昭と幕内取組の正面解説と向正面解説として、軽妙な解説と絶妙なコンビネーションで人気があり、中でも、NHK年末の大相撲特別番組『大相撲この一年』で、回顧している。2016年末の放送の中で、「大関稀勢の里を横綱にする会」を結成し、会長、副会長となっている。
- 2018年平昌オリンピックの開催が近づいた時期に相撲界の不祥事が噴出したことについては「角界の話題は安定した視聴率が取れるのだろう」と分析しており「講演の仕事で全国を訪れてもあまり不祥事に関する質問を受けることはない。本当に相撲が好きな人はあまり関心がないのか。一連の騒動に怒っている番組の出演者はそれほど相撲が好きではないのかもしれない」と自身のコラムで意見している[41]。
- 2020年1月初頭に確認された石浦と宝香鵬の稽古場での殴り合い騒動については「私も現役時代、気に入らない力士や兄弟子がいて、やっつけてやろうという気持ちで稽古したことがある。殴り合いはよくないけど仲良しクラブになってしまうと、質の高い稽古ができなくなってしまう。悲しいかな、時代が変わってしまった」と同年1月場所中の記事で話していた[42]。
- 2020年3月場所千秋楽のNHK大相撲中継で、朝乃山の大関取りについて問われて「北の富士さんのように3場所28勝で（関脇に）落ちずに横綱に駆け上がっていく人もいた。そういう出世の仕方を朝乃山には期待したい」とエールを送った。これに対して北の富士は「そういうことを言ったら、絶交だよ君は」と「3場所28勝」に反応して舞の海に憤慨していた[43]。
- 2020年の角界で新型コロナウイルスを言い訳に稽古不足に甘んじる力士がいると指摘しており、朝乃山も若い衆としか稽古していなかったことを証言した。2020年11月場所の朝乃山に関しては転がって受け身を取る稽古の不足を指摘しており、休場に関しても「けがをするような動きには見えませんでした」と驚きを隠せない様子であった。そのようなことから「強制的にでも稽古に参加させて稽古日数を増やし、筋肉を鍛えないと本場所でお客様に見せることができない」と危機感を露わにした[44]。
- 2021年3月場所3日目、NHK大相撲中継で「過去の横綱は自分の事情や感情よりも横綱の地位や名誉を大切に思ったからこそ、休ませてもらったらもう少しやれるのに、と思いつつも土俵を去った」という趣旨のコメントを残し、休場を繰り返す白鵬や鶴竜を暗に批判した[45]。
- 2021年11月場所3日目のNHK大相撲中継の解説で「小錦関と相撲を取ったときに膝のけがをしたんですけど、また幕内に上がってきて対戦するときは怖かったですね」「本当に小錦関には申し訳ないですけど、テトラポットと相撲を取るような、この大きい人をどうやって動かしたらいいんだろう、そんなことを思いながら相撲を取ったことを思い出しました」と小錦との対戦を振り返った[46]。
- 2022年1月場所14日目のNHK大相撲中継のラジオ解説で「自分のことを棚に上げて力士を厳しく言う解説者としか思われてないかもしれないですね」と自己分析していた[47]。
- 北青鵬の暴行問題で角界が揺れていた際には「ひと昔前でしたら協会の問題になる前にその部屋の師匠が辞めさせるとか、そうことをしてたでしょうね」と指摘していた[48]。

#### NHK大相撲解説者としての問題発言
- 2022年3月15日、大阪場所3日目。石浦が立ち会いの衝突で首を痛め、土俵の下でしばらく動けなくなり翌日から休場の怪我を負った。解説の舞の海秀平は、興業には流れがあり場が冷めるから礼をしてすぐ引き上げるべきと苦言をした。普段から嫌味の効いた発言で視聴者に不快な気持ちにさせるが、過去最悪レベルの失言からNHKの解説として問題ではと物議を醸している[49]。
- 同年9月19日、9月場所9日目の栃ノ心対琴勝峰戦前に実況は「西岩さん、弟弟子だった高安。6勝2敗どうでしょうか?」と、現役時代は兄弟子として高安を指導した西岩親方に話を振る。西岩親方は「ここ数場所悔しい思いをしてますので、その悔しさを後半戦にぶつけてほしい」と悔しい場所が続く高安のさらなる奮起を期待した。この直後、舞の海氏は西岩親方に対し「親方まだ、（高安を）見捨ててなかったんですね?」と発言。これを聞いた西岩親方は「もちろんです」と即座に否定し、実況も苦笑交じりに「見捨てるわけないじゃないですか」と舞の海氏に反論していた。ネット上では失礼だと批判が相次ぐ事態となった[50]。
- 2023年3月場所初日、豊昇龍対正代の取り組み後に「いやこれは意外でしたね。豊昇龍が左の前まわしをとった時は『あ、これはもう豊昇龍かな』と思ったんですけどね」と、豊昇龍が勝つものと思っていたとコメント。また、「押し込んでる体勢というのは体も伸びきって腰も高いですし、決していい体勢ではない」と、正代は攻めの体勢自体はよくなかったとも指摘した。このコメント後にネット上には「何が意外だよ、正代のこと馬鹿にしてるのか」、「正代が負けると決めつけてたのか? それは失礼過ぎないか?」、「内容なら豊昇龍が勝ってたみたいな口ぶりは不快」、「直近対戦考えたら別に意外でもなんでもないわ」といった批判が寄せられた[51]。
- 2023年7月23日、7月場所千秋楽の豊昇龍対伯桜鵬取組み後に「解説は公平じゃなければいけないんですけど、伯桜鵬も豊昇龍もこの先、何度も優勝のチャンスは出てくると思うんですよね。北勝富士はこの先、何度も優勝のチャンスはないと思うんですよね。そう考えると北勝富士に勝たせてやりたいなという気持ちになってしまいますね」とコメント[52]。

### 政治活動・政治信条
- 日本会議の関連団体である美しい日本の憲法をつくる国民の会の代表発起人を務めている[53]。なお、師匠にあたる佐田の山晋松も日本会議の代表委員を務めている[53]。
- 2014年4月28日、「昭和の日ネットワーク」が開催した「昭和の日をお祝いする集い」で『昭和天皇と大相撲』と題し講演。この中で「外国人力士が強くなり過ぎ、相撲を見なくなる人が多くなった。NHK解説では言えないが、蒙古襲来だ。外国人力士を排除したらいいと言う人が（相撲協会内部にも）いる」と発言し、週刊金曜日が「会場は排外主義的空気が顕著になった」と報じた[54]。しかし、実際の発言には続きがあり、「今大相撲を支えているのは実はモンゴル人なんですね。モンゴル人がいるからこそ、私たちは横綱の土俵入りが見られる」などと発言しており、週刊金曜日はネット上で記事の編集内容に対する批判があったことや、抗議の電話があったことを認めた上で、記事内容の説得力が欠けていたことに対してお詫びを表明した。ただし、「意図的な歪曲や捏造ではありません。」と釈明した上で、同じ記事の中で主催団体の前身団体の役員だった石原慎太郎や櫻井よし子を「中国、朝鮮半島に対して差別的・好戦的発言を繰り返している人たち」と非難している。[54]
- 憲法改正論者[55]。発起人の一人でもある[56]『美しい日本の憲法をつくる国民の会』が2015年5月3日に開催したフォーラム「憲法改正、待ったなし！」では、「昨今の日本人力士の『甘さ』は憲法前文の影響」、「間違った歴史を世界に広められている」、「日本は国際社会という土俵の中でじりじり押されてもはや土俵際」とも主張した。この中でもまた「日本の力士はとても正直に相撲をとる。“自分は真っ向勝負で戦うから相手も真っ向勝負で来てくれるだろう”と信じ込んでぶつかっていく。ところが相手は色々な戦略をしたたかに考えている。立ち合いからいきなり顔を張ってきたり、肘で相手の顎をめがけてノックダウンを奪いに来たり……。あまりにも今の日本の力士は相手を、人がいいのか信じ過ぎている。今こそしっかり踏ん張って、体勢を整え、足腰を鍛えて、色々な技を兼ね備えて、せめて土俵の中央までは押し返していかなければいけない。憲法改正を皆さんと一緒に考えて、いつかはわが国が強くて優しい、世界の中で真の勇者だといわれるような国になってほしいと願っている」と発言[注 5]。同年11月4日には『美しい日本の憲法をつくる鹿児島県民の会』発足集会にも出席、『強く、美しく、輝け！日本』と題して講演。「思考停止していたら、拉致問題なども解決しない。憲法を変えた方がよい、という日本人として当たり前の考えを広める必要がある」と述べた[59]。また、自身の著書『天皇陛下と大相撲』の中でも、「憲法が日本人を駄目にした」「学校の自虐教育も洗脳の一環だった」と指摘し、「全部繋がって物事の真相が分かってくる」と述べている[55]。
- 産経新聞で連載「舞の海の相撲俵論」を担当。この中でも『男気と大和魂』『デモも景気も祭典も「祖国があってこそ」』『英霊に見守られ、うららかな日差しを受けて奉納相撲』などといった国粋的主張を展開している[60][61][62]。

### 人物・その他
- 中学生頃まで夜尿症が治らなかった[63]。
- 家族構成は妻、妻の連れ子2人（1男1女）、実子1人（次男）。妻となった女性は出会った当時バツイチで2人の子供がおり、いわゆる「夜の仕事」をしていた。子供が苦手だった舞の海は、女性の子供たちと上手くコミュニケーションが取れず、舞の海の母親も結婚に反対していた。「このままでは埒があかない」と焦りを覚えた舞の海は、女性も子供たちも東京に呼び寄せ、両国でひっそりと同棲生活を始めた。その覚悟を見た舞の海の父親は一言「最後まで責任を持て」と結婚を承諾してくれたという。連れ子が舞の海を「お父さん」と呼んでくれるようになったのには時間がかかったようであり、初めて「お父さん」と呼んでもらえた日には、洗面所に駆け込んで涙したという[注 6]。
- 俳優の草野とおるは高校同期で、舞の海と同時期に草野も母校で教育実習を受けている。
- 境川部屋について知識の無い新弟子候補でも、元両国の境川親方が部屋ゆかりの舞の海の名前を出すと途端に納得めいたものを覚えるという。舞の海の知名度を活用した境川親方の弟子勧誘戦略である。
- NHKには学生時代に手元のレバーで映像の速さを調整する係としてアルバイト勤務していた[64]。
- 高校の先輩であり大学時代の監督である田中英壽には好意的で、彼が死去した際は「田中先生と出会ってなかったら今はなかった」「指導力、相撲理論はプロ、アマ合わせても抜けていました」と話し「日大だけでなくアマチュア相撲界最大の功労者。晩年はいろいろあってストレスもあったと思うので、やっと楽になれたのかな」と偲んだ[65]。
- 2024年3月2日放送分の『秋山ロケの地図 THEゴールデン 激ヤバの海』で、一般人が提供してくれた「納豆牛乳茶漬け」を前に唐突に犬の餌に例えるかのような話を行い、その無配慮さが話題となった[66]。

## 主な成績

### 通算成績
- 通算成績：385勝418敗27休 勝率.479
- 幕内成績：241勝287敗12休 勝率.456
- 現役在位：58場所
- 幕内在位：36場所
- 三役在位：1場所（小結1場所）

### 三賞・金星
- 三賞：5回
  - 技能賞：5回（1991年9月場所、1991年11月場所、1993年9月場所、1994年5月場所、1994年7月場所）
- 金星：なし

### 場所別成績
| | 一月場所 初場所（東京） | 三月場所 春場所（大阪） | 五月場所 夏場所（東京） | 七月場所 名古屋場所（愛知） | 九月場所 秋場所（東京） | 十一月場所 九州場所（福岡） |
| --- | ----------------------- | ----------------------- | ----------------------- | --------------------------- | ----------------------- | --------------------------- |
| 1990年 （平成2年） | x                       | x                       | 幕下付出60枚目 6–1      | 東幕下32枚目 5–2            | 西幕下17枚目 6–1        | 西幕下5枚目 5–2             |
| 1991年 （平成3年） | 東幕下筆頭 4–3          | 西十両12枚目 9–6        | 西十両6枚目 8–7         | 西十両2枚目 9–6             | 西前頭12枚目 8–7 技     | 東前頭9枚目 8–7 技          |
| 1992年 （平成4年） | 東前頭7枚目 4–11        | 東前頭15枚目 9–6        | 東前頭8枚目 6–9         | 東前頭11枚目 8–7            | 東前頭6枚目 7–8         | 西前頭7枚目 4–11            |
| 1993年 （平成5年） | 東前頭16枚目 9–6        | 西前頭11枚目 6–9        | 東前頭15枚目 10–5       | 西前頭6枚目 4–11            | 東前頭14枚目 9–6 技     | 東前頭8枚目 6–9             |
| 1994年 （平成6年） | 東前頭12枚目 8–7        | 西前頭7枚目 6–9         | 東前頭12枚目 9–6 技     | 東前頭4枚目 9–6 技          | 東小結 2–13             | 東前頭8枚目 8–7             |
| 1995年 （平成7年） | 西前頭3枚目 4–11        | 東前頭9枚目 6–9         | 西前頭12枚目 9–6        | 東前頭6枚目 5–10            | 西前頭11枚目 8–7        | 西前頭6枚目 4–11            |
| 1996年 （平成8年） | 東前頭15枚目 9–6        | 西前頭6枚目 6–9         | 西前頭9枚目 7–8         | 西前頭11枚目 2–1–12         | 東十両4枚目 休場 0–0–15 | 西十両4枚目 8–7             |
| 1997年 （平成9年） | 西十両3枚目 8–7         | 西十両2枚目 10–5        | 東前頭15枚目 9–6        | 東前頭9枚目 5–10            | 東前頭14枚目 8–7        | 東前頭9枚目 5–10            |
| 1998年 （平成10年） | 西前頭14枚目 9–6        | 西前頭10枚目 5–10       | 西十両筆頭 4–11         | 東十両7枚目 9–6             | 西十両2枚目 8–7         | 西十両筆頭 3–12             |
| 1999年 （平成11年） | 東十両10枚目 9–6        | 西十両3枚目 9–6         | 西十両2枚目 8–7         | 東十両筆頭 5–10             | 西十両5枚目 5–10        | 西十両10枚目 引退 6–9–0     |
| 各欄の数字は、「勝ち-負け-休場」を示す。 優勝 引退 休場 十両 幕下 三賞：敢=敢闘賞、殊=殊勲賞、技=技能賞 その他：★=金星 番付階級：幕内 - 十両 - 幕下 - 三段目 - 序二段 - 序ノ口 幕内序列：横綱 - 大関 - 関脇 - 小結 - 前頭（「#数字」は各位内の序列） |                         |                         |                         |                             |                         |                             |

### 幕内対戦成績
| 力士名   | 勝数 | 負数 | 力士名   | 勝数 | 負数 | 力士名   | 勝数 | 負数 | 力士名   | 勝数 | 負数 |
| -------- | ---- | ---- | -------- | ---- | ---- | -------- | ---- | ---- | -------- | ---- | ---- |
| 蒼樹山   | 1    | 2    | 安芸乃島 | 3    | 4    | 安芸ノ州 | 0    | 3    | 曙       | 1    | 2    |
| 朝乃翔   | 4    | 2    | 朝乃若   | 5    | 5    | 旭里     | 0    | 1    | 旭豊     | 4    | 3    |
| 恵那櫻   | 1    | 0    | 巨砲     | 1    | 2    | 大若松   | 1    | 0    | 魁皇     | 2    | 3    |
| 春日富士 | 10   | 6    | 巌雄     | 1    | 0    | 北勝鬨   | 9    | 10   | 旭豪山   | 1    | 0    |
| 旭鷲山   | 1    | 2    | 旭天鵬   | 1    | 1    | 旭道山   | 6    | 7    | 霧島     | 3    | 3    |
| 起利錦   | 2    | 1    | 剣晃     | 4    | 3    | 五城楼   | 2    | 2    | 琴稲妻   | 9    | 8(1) |
| 琴ヶ梅   | 5    | 3    | 琴椿     | 1    | 5    | 琴錦     | 4    | 3    | 琴ノ若   | 7    | 5    |
| 琴富士   | 5    | 4    | 琴別府   | 6    | 5    | 琴龍     | 2    | 3    | 小錦     | 7    | 5    |
| 逆鉾     | 1    | 1    | 敷島     | 4    | 1    | 大至     | 4    | 4    | 大翔鳳   | 6    | 6    |
| 大翔山   | 6    | 5    | 大善     | 6    | 4    | 貴闘力   | 2    | 12   | 貴ノ浪   | 2    | 11   |
| 貴乃花   | 1    | 10   | 孝乃富士 | 1    | 0    | 隆三杉   | 3    | 7    | 大刀光   | 1    | 0    |
| 立洸     | 1    | 1    | 玉海力   | 1    | 4    | 玉春日   | 1    | 3    | 寺尾     | 10   | 8    |
| 時津洋   | 4    | 7    | 土佐ノ海 | 0    | 1    | 栃乃洋   | 0    | 2    | 栃乃和歌 | 7    | 6    |
| 巴富士   | 2    | 2    | 智ノ花   | 3    | 4    | 豊ノ海   | 5    | 5    | 浪乃花   | 3    | 4    |
| 花ノ国   | 1    | 0    | 濱ノ嶋   | 7    | 6    | 肥後ノ海 | 7    | 4    | 日立龍   | 1    | 0    |
| 三杉里   | 7    | 6    | 水戸泉   | 6    | 11   | 湊富士   | 4    | 5    | 武蔵丸   | 1    | 5    |
| 武双山   | 2    | 1    | 大和     | 1    | 3    | 力櫻     | 0    | 2    | 若翔洋   | 4    | 3    |
| 若瀬川   | 0    | 2    | 若ノ城   | 1    | 2    | 若乃花   | 1    | 2    | 和歌乃山 | 1    | 1    |

## 改名歴
- 長尾 秀平（ながお しゅうへい）1990年5月場所-1991年1月場所
- 舞の海 秀平（まいのうみ - ）1991年3月場所-1999年11月場所

## 主な出演

### テレビ
レギュラー出演
- 大相撲中継（2000年1月 - 、NHK） - 専属解説者、本場所幕内取組正面・向正面解説。
- 情報満載ライブショー モーニングバード!（火曜日担当）
- お達者ライフ（テレビ東京）

その他
- ぶらり途中下車の旅（日本テレビ） - 2ヶ月に1回出演
- 虎ノ門市場〜幸せごはん漫遊記〜（テレビ東京） - 不定期
- FNNスーパーニュース（フジテレビ）
  - 2011年3月末までは木曜・金曜「スポーツの力」担当。
  - 2011年4月4日から2012年9月28日までは月曜 - 木曜「文化芸能部」を担当。
  - 2012年10月1日からはスペシャルキャスター
- 舞の海いにしえ探訪（スカイパーフェクTV ch277旅チャンネル）
- 匠な旅! 舞の海のすごいぞニッポン（TwellV）
- 田舎に泊まろう!（テレビ東京）不定期
- 旅チャンネル、その他地上波ローカル局など
  - 見所攻め!舞の海観光局
  - 舞の海のイニシエわびさび探訪
  - 舞の海のぐるぐるグルメ紀行
  - 舞の海の旅はいちばん！
  - 舞の海の旅はちゃんこで！
- 秘密のケンミンSHOW（2007年、ytv） - 青森県代表
- 生中継 ふるさと一番!（NHK）不定期
- 舞の海の和食でもてなし（地上波、2019年）
- 秋山ロケの地図（2023年10月17日、10月24日）[67] [68]

### テレビドラマ
- 金田一少年の事件簿（2001年、日本テレビ） - 須賀実
- 土曜ワイド劇場・女刑事ふたり（2002年、テレビ朝日） - 居酒屋の大将
- 金曜時代劇 転がしお銀（2003年、NHK）
- 新選組!（2004年、NHK） - 熊川熊次郎（小野川部屋力士）
- 孤独のグルメ特別編 それぞれの孤独のグルメ 第3話・第4話（2024年10月19日・26日、テレビ東京） - 本人役（劇中の相撲解説）

### ラジオ
- NHKジャーナル（2000年5月1日 - 、NHKラジオ第1） - 本場所展望
- 土曜あさいちばん（2010年9月11日 - 2014年3月22日、NHKラジオ第1） - 本場所展望
- マイあさラジオ（2015年5月16日 - 2019年3月23日、NHKラジオ第1） - 本場所展望
- マイあさ！（2019年5月18日 - 、NHKラジオ第1） - 本場所展望
- ラジオ深夜便（NHKラジオ第1）
  - 「相田みつをに貰（もら）った力」（2006年12月21日、2007年3月12日） - 〈全2回〉
  - 「苦難をのりこえるじょっぱり魂」（2011年10月1日） - 青森発ラジオ深夜便
  - 「ミッドナイトトーク 」（2013年4月1日 - 2015年2月3日） - 偶数月第1月曜日担当
  - 「母を語る」（2017年8月1日）

### 映画
- RED SHADOW 赤影（2001年） - 力丸役
- ウルトラマンコスモス THE FIRST CONTACT（2001年） - ライデン隊員役
- 歌舞伎町案内人（2004年） - マナブちゃん役
- SAYURI（2005年） - 宮城山役（本職の関取役での出演）

### CM
- SOTEC
- キリンビール「ラガースペシャルライト」
- ヤンマー
- 納税協会
- アパマンショップ
- 財宝「にんにく卵黄」
- 三州ペイント
- 三菱電機「クリーンヒーター」キャラクター
- アサヒビール「新生3」
- アース製薬「バスロマン」
- 天狗中田産業「天狗ハム」
- 世田谷自然食品「グルコサミン」
- アルク
- アートネイチャー「ＭＲＰ Do実現篇」

## 著書
- 『土俵の矛盾 ―大相撲混沌の真実―』 （実業之日本社）2011
- 『小よく大を制す! 勝負脳の磨き方』（扶桑社）2014
- 『なぜ、日本人は横綱になれないのか』（ワック・マガジンズ WAC BUNKO）2015
- 『天皇陛下と大相撲』（明成社 日本の息吹ブックレット）2015（初出『日本の息吹』平成27年2月号、日本会議発行）
- 『テレビでは言えない大相撲観戦の極意』ポプラ新書 2016
- 『大相撲で読み解く日本人の精神性』ベストセラーズ、2017

### 共著・監修
- 『はじめての大相撲』小野幸恵著、内容監修（岩崎書店）2003
- 『土俵の学校―フォト対談集』錣山矩幸と共著 小野幸恵編集、大野伸彦撮影（近代映画社）2004
- 『知れば知るほど大相撲 舞の海秀平と学ぶ』はすまる,荒井太郎共著 徳間書店 2016